# Gábor Vajna
Gábor Vajna (Târgu Secuiesc, 4 novembre 1891 – Budapest, 12 gennaio 1946) è stato un politico ungherese; ricoprì l'incarico di ministro dell'interno tra il 1944 e il 1945.

## Biografia

### Gioventù
Vajna nacque in una famiglia transilvana di fede calvinista a Kézdivásárhely (oggi Târgu Secuiesc), poi parte del Regno d'Ungheria il 4 Novembre 1891. Partecipò alla Prima Guerra Mondiale come ufficiale nel 29º battaglione Feldjäger dell'Esercito Austro-Ungarico e ricevette numerosi riconoscimenti durante i suoi 43 mesi di servizio militare. Dopo la guerra, Vajna entrò nell'Ambasceria Ungherese a Vienna, e poi lavorò per il Ministero della Difesa. Si ritirò dall'Esercito Reale Ungherese nel 1924, con il grado di maggiore. Dopodiché fu nominato direttore della fabbrica di polvere da sparo di Balatonfűzfő. Quando le sue simpatie per l'estrema destra furono scoperte, Vajna fu rimosso da quell'incarico.

### Carriera politica
Vajna era in rapporti confidenziali con il Primo Ministro Ferenc Szálasi, il leader del Partito Fascista Ungherese e fondatore del partito di estrema destra "Partito della Volontà Nazionale", che più tardi divenne il Partito delle Croci Frecciate. Vajna fu eletto membro del Parlamento dalla lista regionale della contea di Veszprém durante le elezioni parlamentari del 1939. Dopo l'occupazione tedesca dell'Ungheria nel marzo del 1944, mantenne buoni rapporti tra le autorità ungheresi e gli ufficiali di Gestapo e Schutzstaffel appena arrivati. Aiutò anche a sconfiggere i combattenti della resistenza e a prevenire tentativi di sabotaggio all'occupazione tedesca. Dopo il colpo di stato delle Croci Frecciate, Vajna ottenne il ruolo di Ministro dell'Interno e lo mantenne fino al marzo del 1945.
Mentre ricopriva il ruolo di Ministro dell'Interno, Vajna prese una serie di provvedimenti contro gli ebrei ungheresi. Esaudendo le richieste degli ufficiali nazisti, come l'ufficiale delle SS Edmund Veesenmayer, Vajna iniziò velocemente a deportare gli ebrei iche vivevano aree sotto la giurisdizione ungherese nel Terzo Reich, dove venivano usati come schiavi e molti furono poi uccisi. Circa 76 000 ebrei furono consegnati nelle mani dei nazisti entro la fine del 1944. Durante il suo mandato, il Ghetto di Budapest fu fondato il 29 novembre del 1944, e durò per meno di tre mesi.
Dopo la caduta di Budapest, Vajna tentò di scappare verso l'Europa occidentale ma venne catturato da alcune unità dell'Esercito degli Stati Uniti insieme ad altri membri del governo. Fu successivamente processato a Budapest da un cosiddetto tribunale del popolo e condannato a morte per crimini di guerra, crimini contro l'umanità e tradimento. Fu impiccato nel 1946 a Budapest, nello stesso giorno di Ferenc Szálasi, Károly Beregfy e József Gera.